# Eugenio Donadoni
Eugenio Donadoni (* 16. November 1870 in Adrara San Martino; † 15. Juni 1924 in Mailand) war ein italienischer Schriftsteller, Romanist und Italianist.

## Leben und Werk
Donadoni, der aus beengten Verhältnissen stammte, besuchte unter schwierigen Bedingungen Gymnasien in Turin und Mailand. Ein Studium in Rom musste er aus Geldmangel abbrechen und vom Unterrichten leben. Seine Karriere führte ihn nach Castrogiovanni (1893–1895), Mazara del Vallo (1896–97), Cefalù (1898), Lucca (1899), Ventimiglia (1900), Palermo (1901–1909, wo er bei Giovanni Alfredo Cesareo mit einer Arbeit über Gian Giorgio Trissino promovierte), Neapel (1909–1912) und Mailand (1913–1915), von wo 1913 eine Bewerbung auf den Lehrstuhl für italienische Literatur der Universität Bologna fehlschlug. 
1916 wurde er an die Universität Messina berufen und lehrte dort bis 1922. Von 1922 bis zu seinem frühen Tod besetzte er den Lehrstuhl für italienische Literatur der Universität Pisa.
Eugenio Donadoni war der Vater des Ägyptologen Sergio Donadoni (1914–2015).

## Werke
- Ugo Foscolo. Pensatore. Critico. Poeta, Palermo 1901, 1927, hrsg. von Riccardo Scrivano, 1964
- Discorsi letterari, Palermo 1905
- (Hrsg. und Übersetzer) Johann Peter Eckermann, Colloqui col Goethe negli ultimi anni della sua vita, 2 Bde., Bari 1912–1914
- Antonio Fogazzaro, Neapel 1913, Bari 1939
- I principali scrittori italiani dal 1400 al 1550 (età umanistica), Mailand 1916
- I principali scrittori italiani dal 1550 al 1700, Mailand 1916
- Gaspara Stampa. Vita e opere, Messina 1919
- Scritti e discorsi letterari, Florenz  1921
- Torquato Tasso, 2 Bde., Florenz 1921, 1928, 1936, 1946, 1952
- Breve storia della letteratura italiana, Mailand 1923 (zahlreiche Auflagen; englisch: A history of Italian literature, New York 1969)
- Studi danteschi e manzoniani, hrsg. von Walter Binni, Florenz 1963